# Третя війна діадохів
Третя війна діадохів (314—311 рр. до н. е.) — черговий етап боротьби між полководцями Александра Македонського за контроль над його імперією після його смерті. Ця війна стала продовженням попередніх конфліктів і відзначилася спробою домінування Антигона I Одноокого над усією імперією, що викликало протидію інших діадохів.

## Передумови
Після завершення Другої війни діадохів Антигон Одноокий суттєво зміцнив свої позиції, контролюючи значну частину Азії, зокрема Малу Азію та Сирію. Однак його спроби розширити свою владу викликали занепокоєння інших діадохів, зокрема Птолемея I Сотера в Єгипті, Кассандра в Македонії, Лісімаха у Фракії та Селевка в Вавилонії.
Антигон почав агресивну політику, зокрема захопив Келесирію (Південна Сирія та Палестина), яку раніше контролював Птолемей. Це спричинило коаліцію проти Антигона, і почалася Третя війна діадохів.

## Хід війни

### Бойові дії на різних фронтах
Антигон розпочав активні військові дії в Малій Азії, намагаючись посилити свою владу в регіоні. Його головними супротивниками стали Кассандр, Лісімах і Птолемей. Антигон прагнув підкорити Грецію, оскільки вважав цей регіон ключовим для встановлення контролю над усією імперією Александра.

### Конфлікти в Греції та Македонії
На початку війни Кассандр і Антигон змагалися за вплив у Греції та Македонії. Кассандр спробував втримати свої позиції, але Антигон посилав війська на Балкани, щоб послабити його владу.

### Дії Птолемея в Єгипті
Птолемей, бачачи загрозу з боку Антигона, укріпив свої позиції в Єгипті і розпочав контрнаступ на землі, захоплені Антигоном у Келесирії. Птолемей також підтримував антигонівських супротивників у Греції, намагаючись ослабити його позиції.

### Кампанії Лісімаха
Лісімах, правитель Фракії, активно виступив проти Антигона, захищаючи свої володіння та намагаючись не допустити його подальшого просування на схід. Лісімах приєднався до коаліції проти Антигона, зокрема Кассандра та Птолемея.

### Успіхи Селевка
Селевк I Нікатор, який контролював Вавилонію та східні території, також долучився до війни. Спочатку він був витіснений Антигоном зі своїх володінь, але згодом Селевк повернув собі контроль над Вавилоном та почав відновлювати свої сили на сході імперії.

### Облога Тіру
У 314 р. до н. е. Антигон захопив місто Тір, важливий морський порт у Фінікії, щоб використати його як базу для подальших кампаній у регіоні. Облога міста тривала майже півтора року, що свідчить про значні ресурси та сили, залучені до війни.

### Завершення війни
Третя війна діадохів завершилася підписанням мирного договору в 311 році до н. е., що тимчасово припинило бойові дії між коаліцією діадохів та Антигоном. Згідно з умовами договору: Кассандр залишався правителем Македонії та Греції. Антигон зберіг контроль над Малою Азією та Сирією, але визнав незалежність інших діадохів у їхніх регіонах. Птолемей зберіг Єгипет і частково повернув контроль над Келесирією. Селевк закріпився у Вавилонії і почав зміцнювати свою державу на сході. Однак мир був тимчасовим, і незабаром вибухнула Четверта війна діадохів, оскільки суперечності між діадохами залишалися невирішеними.

## Наслідки
Третя війна діадохів не принесла вирішальної перемоги жодній із сторін, але мала значні наслідки для подальшого розвитку подій. Головним підсумком стало збереження статусу-кво, при якому імперія Александра залишалася розділеною між кількома сильними державами, керованими діадохами.
Основними результатами війни стали:
- Закріплення впливу Антигона в Малій Азії та Сирії.
- Зміцнення позицій Кассандра в Македонії.
- Підсилення незалежності Птолемея в Єгипті.
- Селевк почав відновлювати свою державу на сході.

Учасники
- Основні діадохи
- Антигон I Одноокий — полководець, який контролював Малу Азію і намагався встановити домінування над усією імперією.
- Кассандр — правитель Македонії та Греції, який виступив проти Антигона.
- Птолемей I Сотер — правитель Єгипту, який боровся за контроль над Сирією.
- Лісімах — правитель Фракії, союзник Кассандра та Птолемея.
- Селевк I Нікатор — правитель Вавилонії та засновник Селевкідської імперії.